# 盧陽郡
盧陽郡，中国南北朝、唐朝时设置的郡。
- 南朝陈天嘉元年（560年）废汝城县置盧陽郡，属东衡州。治所在盧陽县（今湖南省汝城县西南城郭村），辖卢阳一县，相当今湖南省汝城县、桂东县地。隋文帝开皇九年（589年）废除盧陽郡，盧陽县属郴州。
- 唐睿宗垂拱二年（686年）分辰州麻阳县地和开山洞置锦州。唐玄宗天宝元年（742年），改锦州置卢阳郡。治所在卢阳县（今湖南麻阳苗族自治县锦和镇）。辖五县：盧陽县、渭阳县（今贵州省江口县双江街道）、常丰县（今重庆市秀山县中和街道）、洛浦县（今湖南省吉首市万溶江乡旋潭村）、招喻县（今湖南省凤凰县沱江镇）在今。辖境相当今湖南凤凰县、麻阳苗族自治县和贵州铜仁地。唐肃宗乾元元年（758年）复改为锦州。